# Yoo Jae-hoon
Đây là một tên người Triều Tiên, họ là Yoo.
Yoo Jae-hoon (Hangul: 유재훈; sinh ngày 7 tháng 7 năm 1983) là một cầu thủ bóng đá Hàn Quốc thi đấu cho câu lạc bộ Indonesia, Mitra Kukar ở Liga 1.

## Sự nghiệp
Anh là thủ môn chính cho Persipura Jayapura từ 2010 đến mùa giải 2014 trước khi cuối cùng trở lại the club ở mùa giải 2016.

## Danh hiệu
Persipura Jayapura
Vô địch
- Indonesia Super League (2): 2010–11, 2013
- Indonesian Inter Island Cup: 2011